# 恩西索 (桑坦德省)
恩西索是哥倫比亞的城鎮，位於該國東北部，由桑坦德省負責管轄，距離首府布卡拉曼加168公里，始建於1773年，面積418平方公里，海拔高度1,484米，2005年人口3,894。
6°45′N 72°38′W / 6.750°N 72.633°W